# Spry framework
Spry Framework és un entorn de treball d'Ajax desenvolupat per Adobe Systems, utilitzat en la construcció de Rich Internet Applications.